# Proprioseiopsis patellae
Proprioseiopsis patellae är en spindeldjursart som beskrevs av Wolfgang Karg 1989. Proprioseiopsis patellae ingår i släktet Proprioseiopsis och familjen Phytoseiidae. Inga underarter finns listade i Catalogue of Life.